# Свемирски шериф
Свемирски шериф (енгл. Outland), или алтернативно Тајна Јупитера, Тајна Јупитеровог м(ј)есеца или Планета проклетих је научнофантастични криминалистички акциони трилер филм из 1981. године, режисера Питера Хајамса, са Шоном Конеријем, Питером Бојлом и Френсис Стернхејген у главним улогама.
Смештен на Јупитеров месец Ио, описан је као свемирски вестерн, а тематски подсећа на филм Тачно у подне из 1952. године.

## Радња
У не тако далекој будућности, амерички маршал Вилијам О'Нил (Шон Конери) биће додељен маршалској служби, у рудницима титанијума Јупитеровог месеца Ио. Услови живота на Иоу су прилично тешки: сила гравитације је 1/6 Земљине, нема атмосфере погодне за људе, рудари су приморани да раде у гломазним свемирским оделима. Њихове смене су дуге, мада су и бонуси значајни. Шеф рударства Марк Шепард (Петер Бојл) је одушевљен што је од преузимања Ио продуктивност рудара обарала све рекорде.
Керол О'Нил (Кика Маркам) се осећа неспособном да одгаја свог сина Пола у затвореном окружењу. Чини јој се да је боље да напусти Ио и врати се на Земљу, где може да изађе на отворено и удахне свеж ваздух. Она води сина и оставља мужа у свемирској станици која кружи око Јупитера, чекајући следећи лет на Земљу.
Филм почиње наизглед немотивисаним нападом панике рудара по имену Тарлоу (Џон Раценбергер). Он види пауке, и у покушају да их се реши, разбија интегритет свог одела и умире од експлозивне декомпресије. Касније, други рудар - Кејн - улази у ваздушну комору без свемирског одела и такође умире од декомпресије.
Уз подршку локалног главног медицинског службеника, др Лазарус (Франсис Стернхејген), О'Нил истражује ове смрти. У међувремену се дешава још једна ванредна ситуација. Рудар Саган (Стивен Биркоф) у несхватљивом менталном нападу узима проститутку за таоца и прети да ће је избости ножем. О'Нил покушава да га смири говорећи кроз врата док се наредник Монтон (Џејмс Б. Сикинг) ушуњава у просторију кроз вентилациони систем. Наредник убија Сагана рафалом из пушке баш када О'Нил отвара закључана врата. Маршал је незадовољан што није имао времена да правилно разговара са злочинцем. Наредник отписује његов хитац у самоодбрани - Саган је имао нож у рукама.
О'Нил и Лазарус анализирају крв покојног Сагана и у њој проналазе трагове амфетамина. Овај лек омогућава рударима да неуморно раде у рудницима, зарађујући бонусе и прековремени рад све док им нервни систем не „изгори” и не претвори их у насилне психопате. Животни век таквог „вредног радника” након почетка узимања дроге је десетак месеци. О'Нил открива ланац трговине дрогом који је поставио Шепард и овластио Монтон. Преко сигурносних камера, О'Нил прати једног од Шепардових дилера дроге, Николаса Споту. После исцрпљујуће потере и жестоке борбе, маршал хапси Споту. О'Нил покушава да изврши притисак на њега, али Спота не говори ништа. А сутрадан је већ убијен у својој ћелији. Поред тога, неко задави Монтона и стави леш у орман. О'Нил сазнаје да је последња серија дроге испоручена у пошиљци смрзнутог меса. У фрижидеру га напада Спотин саучесник Расел Јарио. Не без лукавства, О'Нил успева да победи Јарија и уништи дрогу. Сазнавши за ово, Шепард прети маршалу неминовном смрћу, а затим контактира свог добављача амфетамина и тражи помоћ, професионалне убице, да се једном заувек отарасе О'Нила. Маршал прислушкује Шепардову комуникацију и сазнаје за то.
О'Нил чека да стигне следећи транспорт са орбиталне станице Јупитер. Унајмљене убице би требало да дођу тим транспортом. У овом напетом чекању, када су сви (чак и његови потчињени) на станици, осим др Лазарус, одбили да му помогну, он контактира супругу и сина. Обећава да ће се вратити са њима на Земљу када „посао буде завршен”.
По доласку плаћеника, О'Нил их лови једног по једног и убија. Лазарус му једина помаже – превија рану и намами једног од убица у херметички затворен ходник. О'Нил уништава облогу ходника, а први плаћеник умире од експлозивне декомпресије. Други плаћеник, покушавајући да погоди О'Нила пиштољем, пробија зид стакленика и такође је растрган у комадиће. Али маршалова битка се ту не зауставља. Суочава се са сопственим наредником, замена за покојног Монтона. Боре се испред станице, на соларним панелима, све док О'Нил не успе да ишчупа црево за ваздух из одела наредника Боларда. Рањени и исцрпљени маршал стиже у бар, где га виде изненађени рудари и подједнако изненађени Шепард. Из све снаге, О'Нил нокаутира менаџера. Сада Шепарда чека смрт од руку сопствених саучесника или затвор. Посао је готов. О'Нил даје отказ, опрашта се од др Лазарус и напушта руднике шатлом, који ће га ускоро поново спојити са женом и сином на путу за Земљу.

## Улоге
| Глумац              | Улога               |
| ------------------- | ------------------- |
| Шон Конери          | шериф Вилијам О'Нил |
| Питер Бојл          | Марк Шепард         |
| Френсис Стернхејген | др. Меријен Лазарус |
| Џејмс Б. Сикинг     | наредник Монтоне    |
| Кика Маркам         | Керол О'Нил         |
| Џон Раценбергер     | Тарлоу              |
| Стивен Беркоф       | Саган               |
| Јуџин Липински      | Кејн                |
| Ангус Макинес       | Хјуз                |
| Николас Барнс       | Пол О'Нил           |
| Менинг Редвуд       | Лоуел               |
| Хал Галили          | Нелсон              |
| Кларк Питерс        | Балард              |